# عباس زریبافان
عباس زریبافان مشهور به عباس زریباف، از اعضای بلندپایه سازمان مجاهدین خلق و نفوذی این سازمان در اطلاعات سپاه پاسداران انقلاب اسلامی بود.

## تحصیلات
عباس زریبافان در رشته مکانیک دانشگاه صنعتی شریف تحصیل کرد.

## عضویت در مجاهدین خلق
او در سال ۱۳۵۳ از طریق علیرضا الفت به سازمان مجاهدین خلق پیوست و بعد از انقلاب به عضویت سپاه پاسداران انقلاب اسلامی درآمد. درسال ۱۳۵۸ عضو کادر مخفی سازمان شد و در خدمت بخش اطلاعات سازمان قرار گرفت. زریبافان در آبان این سال از جمله افراد حاضر در تسخیر سفارت آمریکا بود و مسئول برگزاری همایش‌های نهضت‌های آزادی‌بخش در تهران بود.

## عضویت در سپاه پاسداران
پس از پایان یافتن ماجرای تسخیر سفارت آمریکا در سال ۱۳۵۹، شماری از دانشجویان پیرو خط امام که عضو سازمان مجاهدین انقلاب اسلامی و سپاه پاسداران بودند، واحدی به نام اطلاعات سپاه را تشکیل دادند. عباس زریباف به واسطه حضور خود در ماجرای تسخیر سفارت آمریکا و مسوولیت مهمی که در آن جا داشت، توانست در میان این جمع نفوذ کند و عضو واحد اطلاعات موسوم به «ستاد تهران» شود، که مسوولیت اصلی آن برخورد با گروهک‌های ضدانقلاب و درراس آن‌ها، سازمان مجاهدین خلق بود. او به عنوان مدیر اداره شنود در سپاه مشغول به کار شد.

## همکاری با مجاهدین خلق
وی در زمان حمله سپاه پاسداران به خانه‌های تیمی سازمان مجاهدین خلق بارها قبل از عملیات‌های گوناگون زمان و اطلاعات این حملات را در اختیار سازمان مجاهدین قرار داده بود و بدین‌وسیله از شدت تأثیر این حملات کاسته بود.

## فرار
او در پی لو رفتن همکاریش با سازمان مجاهدین در سال ۱۳۶۰ مخفی شد و در سال ۱۳۶۱ به پاریس رفت. از مهمترین کارهای زریباف اعلام هشدار به سازمان مجاهدین قبل از حملهٔ نیروهای سپاه به مخفی‌گاه ابوالحسن بنی‌صدر و مسعود رجوی به محل اقامت آنها است.
در سال ۱۳۶۵ زمانی‌که قرار بود مسعود رجوی، پس از توافق با طارق عزیز، سازمان خود را به کشور عراق منتقل کند. پس از این توافق رجوی عازم فرودگاه می‌شود تا به همراه سایر نفراتش به عراق بروند و زریباف با بررسی و تماس تلفنی خود متوجه می‌شود که این هواپیما در اختیار اعضای تیم اطلاعاتی ایران بوده و در صورت سوار شدن مسعود رجوی و افرادش او دستگیر و به ایران منتقل می‌شود؛ و وی با کشف و اعلام این موضوع از این اتفاق جلوگیری می‌کند.
وی با نام تشکیلاتی برادر کریم در پاریس همراه با گروه‌هایی از اعضای سازمان مجاهدین با توجه به اطلاع و اشرافش از اوضاع اطلاعاتی سپاه و بسیج و همچنین آشنایی با روابط بین افراد اقدام به تخلیه تلفنی اطلاعاتی افراد مؤثر در جنگ می‌نمود.

## مرگ
او در جریان عملیات مرصاد (فروغ جاویدان)، در تنگه چهارزبر به همراه همسرش کشته شد.

## در هنر
در فیلم‌های سینمایی ماجرای نیمروز و ماجرای نیمروز ۲ رد خون، حسین مهری نقش وی را بازی کرد.